# Faramea saldanhaei
Faramea saldanhaei är en måreväxtart som beskrevs av Auguste François Marie Glaziou. Faramea saldanhaei ingår i släktet Faramea och familjen måreväxter. Inga underarter finns listade i Catalogue of Life.